# ألان جونز
ألان جونز (بالإنجليزية: Allan Jones) (و. 1907 – 1992 م) هو ممثل، ومغني، من الولايات المتحدة الأمريكية، ولد في بنسيلفانيا، توفي في مدينة نيويورك، عن عمر يناهز 85 عاماً بسبب سرطان الرئة.

## وصلات خارجية
- ألان جونز على موقع IMDb (الإنجليزية)
- ألان جونز على موقع ألو سيني (الفرنسية)
- ألان جونز على موقع ميوزك برينز (الإنجليزية)
- ألان جونز على موقع أول موفي (الإنجليزية)
- ألان جونز على موقع قاعدة بيانات برودواي على الإنترنت (الإنجليزية)
- ألان جونز على موقع قاعدة بيانات الأفلام السويدية (السويدية)
- ألان جونز على موقع إن إن دي بي (الإنجليزية)
- ألان جونز على موقع ديسكوغز (الإنجليزية)
- ألان جونز على موقع قاعدة بيانات الفيلم (الإنجليزية)
- ألان جونز على موقع كينوبويسك (الروسية)